# تيري ديت
تيري ديت (بالإنجليزية: Terry Date)‏ (و. 1956  م) هو منتج أسطوانات، ومهندس الصوت، وملحن، ومهندس أمريكي، ولد في لانسنغ.

## روابط خارجية
- تيري ديت على موقع IMDb (الإنجليزية)
- تيري ديت على موقع ميوزك برينز (الإنجليزية)
- تيري ديت على موقع أول ميوزيك (الإنجليزية)
- تيري ديت على موقع ديسكوغز (الإنجليزية)